# Ernest Wilimowski
Ernest Otton Wilimowski (ur. jako Ernst Otto Pradella 23 czerwca 1916 w Katowicach, zm. 30 sierpnia 1997 w Karlsruhe) – polski piłkarz występujący na pozycji napastnika, reprezentant Polski (1934–1939) i III Rzeszy (1941–1942).
Wilimowski przeszedł do historii mistrzostw świata jako strzelec trzech lub czterech bramek (nie ma jednoznacznych dowodów) w meczu Brazylia – Polska (6:5) podczas Mistrzostw Świata 1938 we Francji, przez co przez 56 lat był rekordzistą pod względem liczby zdobytych goli w jednym meczu. Jego rekord został pobity podczas Mistrzostw Świata 1994 w Stanach Zjednoczonych, kiedy to Oleg Salenko w meczu grupy B przeciwko Kamerunowi (6:1) strzelił 5 bramek dla reprezentacji Rosji.
Czterokrotny mistrz Polski z klubem Ruch Hajduki Wielkie (1934, 1935, 1936, 1938), czterokrotny król strzelców ligi polskiej (1934, 1936, 1938, 1939). Jako pierwszy piłkarz w historii ligi zdobył w jednym meczu siedem, osiem, dziewięć i dziesięć goli. Dysponował bardzo dobrym dryblingiem oraz znakomitą skutecznością strzelecką. Łącznie w karierze strzelił 1175 goli w oficjalnych i nieoficjalnych meczach, natomiast w oficjalnych meczach według statystyk RSSSF strzelił 683 gole, co daje mu 15. miejsce na liście strzelców wszech czasów.

## Życiorys

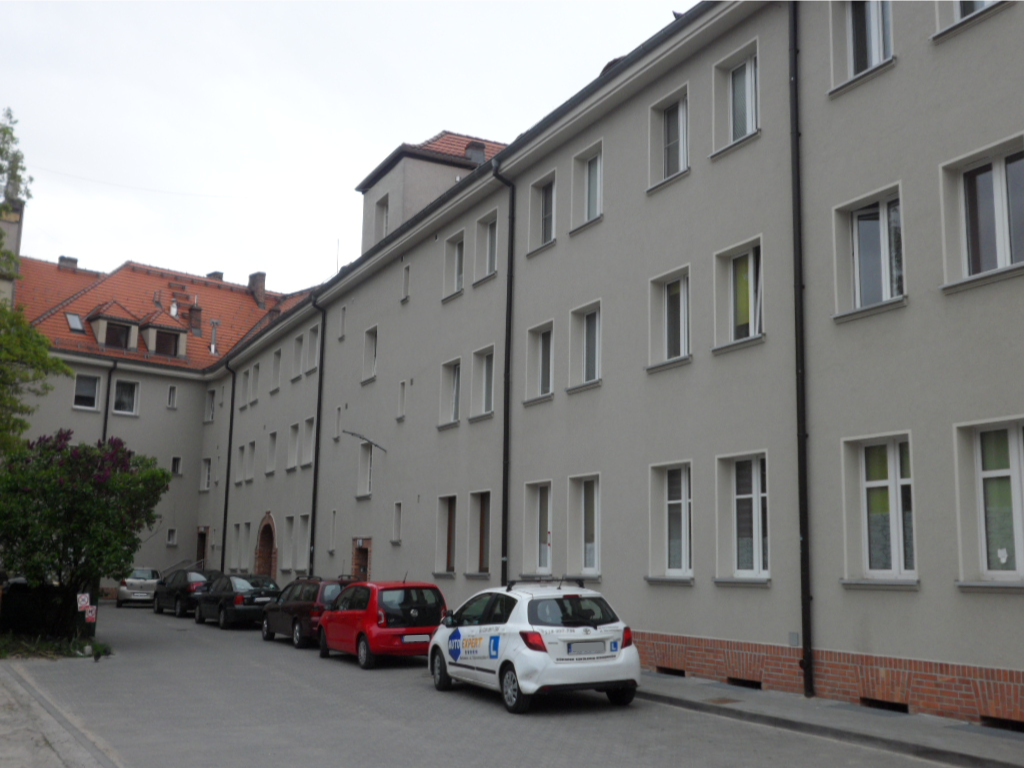
Dom rodzinny Ernesta Wilimowskiego przy ul. Barbary 5A w Katowicach

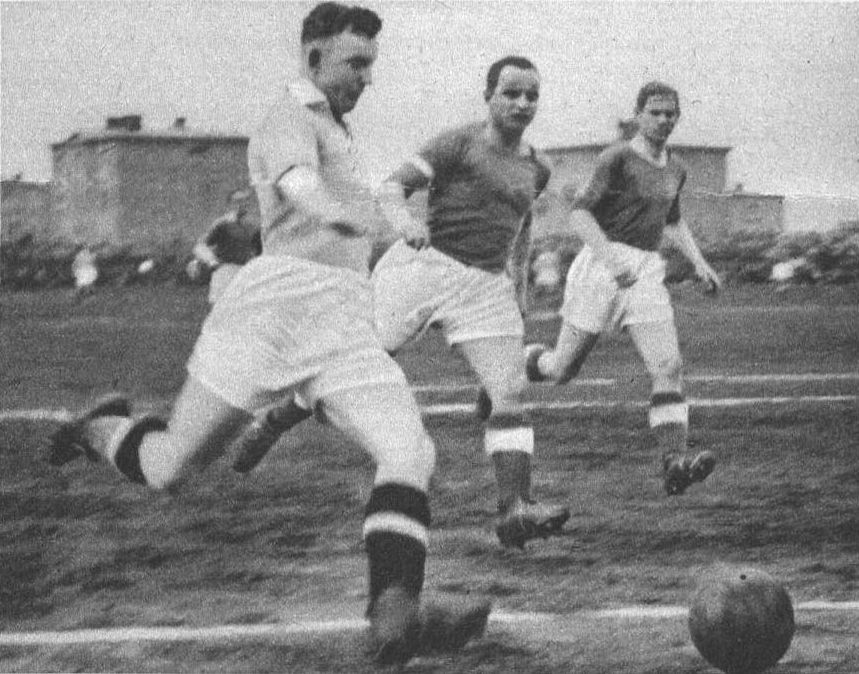
Wilimowski (z lewej) w barwach Ruchu

Ernest Wilimowski urodził się w Katowicach, w Prowincji Śląsk Cesarstwa Niemieckiego jako Ernst Otto Pradella. Pochodził z górnośląskiej rodziny. Wilimowski posiadał niezwykłą anomalię anatomiczną – sześć palców u prawej stopy. Jego matka, Pauline Florentine Pradella (1895–1981), urodziła chłopca jako panna; w akcie urodzenia nie widnieją dane ojca. Najprawdopodobniej ojciec Ernesta (który miał mieć na imię Ernst Roman) zginął jako żołnierz na froncie wschodnim podczas I wojny światowej. Istniała również hipoteza (z czasem sfalsyfikowana co do faktów), że prawdziwym ojcem Ernesta był Roman Wilimowski, zaginiony na wojnie, a więc nieuznany oficjalnie za ojca. W 1922 roku wschodnia część rejencji opolskiej stała się częścią Polski i Ernest tym samym został obywatelem II RP. W 1929 jego matka Paulina Pradella wyszła za mąż za urzędnika i powstańca śląskiego z polskiej rodziny przybyłej na Górny Śląsk, Romana Wilimowskiego (1895–1941), który usynowił 13-letniego Ernesta nadając mu jednocześnie swoje nazwisko (6 czerwca 1929). Rodzicami jego matki Pauliny byli Johann Pradella i Klara z d. Bekersch z Załęża (do 1924 r. Załęże było samodzielną wsią, od 1924 r. dzielnicą Katowic); natomiast rodzicami ojczyma byli Teodor Wilimowski oraz Paulina z d. Musiałek, rodowici Polacy osiadli przed 1890 rokiem w Chorzowie, w obecnej dzielnicy Batory (dawniej Bismarckhütte/Hajduki Wielkie). W domu w przeważającej części mówił w gwarze śląskiej, w szkole i publicznie używał języka polskiego (ukończył gimnazjum im. Adama Mickiewicza w Katowicach), a czasami niemieckiego, lecz tylko ze względu na niemieckie poczucie narodowe matki oraz jej rodziny. Jako obywatel polski mówił o sobie „Górnoślązak” (Oberschlesier). Jako dziecko próbował sił również w kilku innych dyscyplinach sportu (m.in. piłce ręcznej i hokeju na lodzie).
Ernest Wilimowski karierę piłkarską rozpoczął w niemieckim klubie 1.FC Katowice. Andrzej Gowarzewski twierdził, że w wieku 12 lat i 295 dni zadebiutował w pierwszej lidze. Klub w kwietniu 1929 r. miał duże problemy kadrowe i sprowadził z okolicznych klubów kilku zawodników, wśród nich gracza o nazwisku Pradelok (ówczesny pseudonim Ernesta), który rozegrał całe spotkanie ligowe 14 kwietnia 1929 r. przeciwko zespołowi Klub Turystów Łódź. Zawodnik o takim nazwisku dla 1.FC więcej nie zagrał. Według A. Gowarzewskiego w województwie śląskim był jeden piłkarz o takim nazwisku – Wincenty Pradelok, wówczas gracz Orła Wełnowiec (klub związany historycznie z powstaniem Katowic). Po latach ten piłkarz spotkał się z A. Gowarzewskim, a zapytany o tamten mecz odparł, że jako syn powstańca śląskiego nie zagrałby dla niemieckiego klubu.
Twierdzenie o młodziutkim Pradeloku jako Wilimowskim sfalsyfikowali Jerzy Miatkowski i Jarosław Owsiański w opublikowanej w 2019 roku książce 1929. Zielone mistrzostwo. Zagadnienie ważne, ponieważ dotyczy najlepszego polskiego piłkarza z lat międzywojennych XX wieku. Autorzy przytaczają następujące argumenty: 1) w zapowiedzi prasowej omawiającej sytuację drużyny 1.FC przed sezonem 1929, która ukazała się 30 marca, pojawiła się informacja: […] Nowym nabytkiem klubu jest młody Pradellok, członek bardzo dobrej drużyny Orzeł Wełnowiec, tymczasem nie wiadomo nic o tym, żeby E.Wilimowski był kiedykolwiek piłkarzem Orła Wełnowiec; 2) słynny później reprezentant Polski i Niemiec nie był wówczas nawet w wieku juniora, co stanowiłoby formalną przeszkodę do oficjalnego zgłoszenia go jako zawodnika w Wydziale Gier i Dyscypliny; 3) Pradellok rozpoczął mecz na bardzo odpowiedzialnej pozycji środkowego pomocnika, na której nie wystawiano zwykle młokosów, a powszechnie wiadomo, iż Ernest Wilimowski całe życie grał w ataku jako lewy łącznik; 4) sportowiec jako 13-latek miał wyjątkowo skromną posturę i był o głowę niższy od swoich rówieśników, czego dowodzi opublikowana fotografia młodzieżowego zespołu 1.FC Katowice, co przekreślałoby jakiekolwiek szanse w jego rywalizacji z mocno zbudowanymi seniorami. Zdaniem autorów w meczu wystąpił Gerhard Pelagius Pradellok (Gerard Pradellok), ur. 23 września 1906 roku w Dębie, dzisiejszej dzielnicy Katowic, jako syn Piotra i Augustyny z d. Maludy. Po swym pierwszym i zarazem ostatnim ligowym występie stracił miejsce w jedenastce 1.FC, więc próbował ponownie grać w Orle Wełnowiec. Jednakże jego udział w meczu Orzeł W. – Iskra Siemianowice (2:1), rozegranym 26 maja 1929 w ramach śląskiej klasy A, zakończył się przyznaniem walkoweru dla gości, co potwierdza „Polska Zachodnia”. Powodem takiej decyzji był właśnie udział Pradelloka, który nie był uprawniony do gry w tym spotkaniu.
W 1933 talent Ernesta Wilimowskiego zauważyli działacze Ruchu Hajduki Wielkie, którego wkrótce został zawodnikiem. Debiut zaliczył 2 stycznia 1934 w meczu sparingowym z KS Chorzów. Natomiast w ekstraklasie zadebiutował 8 kwietnia 1934 w wygranym 3:0 wyjazdowym spotkaniu z Cracovią, pierwszą bramkę strzelił 29 kwietnia 1934 w Chorzowie w 17. minucie pojedynku z Wisłą Kraków (4:1), podwyższając wynik na 2:0.
Z tym klubem Ernest Wilimowski czterokrotnie zdobywał mistrzostwo Polski (1934, 1935, 1936, 1938) oraz czterokrotnie był królem strzelców (1934 – 33 gole, 1936 – 18 goli, 1938 – 21 goli, 1939 – 26 goli; rozgrywki niedokończone z powodu wybuchu II wojny światowej). Dnia 21 maja 1939 roku w Chorzowie podczas meczu ligowego z Union-Touring Łódź (12:1) Wilimowski strzelił 10 bramek, co do chwili obecnej pozostaje rekordem ekstraklasy.
Zawodnik ostatnią bramkę w ekstraklasie strzelił dnia 2 lipca 1939 roku w 62. minucie meczu u siebie z Polonią Warszawa, który zakończył się porażką Niebieskich 2:3, a ostatni mecz rozegrał dnia 20 sierpnia 1939 roku na wyjeździe z Wartą Poznań, który zakończył się zwycięstwem gospodarzy 5:2.
Łącznie dla Ruchu Hajduki Wielkie katowicki sportowiec rozegrał w ekstraklasie 86 meczów, w których strzelił 117 bramek. Dwukrotnie znajdował się w Top 10 Plebiscytu Przeglądu Sportowego na najlepszego polskiego sportowca (1934 – 4. miejsce, 1937 – 7. miejsce). Znajduje się także na liście najskuteczniejszych zawodników w historii meczów rozgrywanych o mistrzostwo Polski, tj. Klub 100.
Po wybuchu II wojny światowej został wpisany na niemiecką listę narodowościową. W 1940 roku wyjechał w głąb III Rzeszy do Saksonii, a prawie cała Polska uznała go za zdrajcę narodu, mimo że do wyjazdu namawiał go m.in. Józef Kałuża, trener reprezentacji Polski. W celu uniknięcia służby wojskowej w Wehrmachcie został policjantem i kontynuował karierę sportową w barwach III Rzeszy. Grał w klubach: Bismarckhütter SV (1939), 1. FC Kattowitz (1939–1940), PSV Chemnitz (1940–1942 – Puchar Związku Rzeszy w 1941 roku), TSV 1860 Monachium (1942–1943), w którego barwach dnia 15 listopada 1942 roku na Stadionie Olimpijskim w Berlinie po zwycięstwie 2:0 z Schalke Gelsenkirchen (Wilimowski strzelił bramkę w 80 minucie na 1:0) w finale zdobył Puchar Niemiec 1942 (Tschammer-Pokal), a Górnoślązak z 14 golami został królem strzelców tych rozgrywek. Następnie reprezentował barwy LSV Mölders Krakau (1943), 1. FC Kattowitz (1944), Karlsruher FV (1944), VfB Stuttgart (1944).
W 1942 roku jego matka – Paulina Wilimowska, za romans z radzieckim Żydem trafiła do obozu koncentracyjnego Auschwitz i pracowała u jednego z obozowych oficerów SS. Z pomocą przyszedł as lotnictwa myśliwskiego Luftwaffe, pułkownik Hermann Graf, twórca drużyny piłkarskiej Rote Jäger (1943–1944), dzięki jego interwencji została zwolniona z obozu.
Po zakończeniu II wojny światowej Ernest za grę w reprezentacji III Rzeszy został wymazany z historii polskiej piłki. Grał w klubach: SG Kassel (1946), SG Merseburg (1946), SG Chemnitz-West (1946–1948), SG Babelsberg (1947 – 2 mecze), TSG Arolsen (1947 – 1 mecz), Hameln 07 (1947), TSV Detmold (1948), BC Augsburg (1948–49 – 6 meczów, 3 gole), francuski RC Strasbourg (1949 – 1 mecz), Offenburger FV (1949–1950 – był również grającym trenerem), FC Singen 04 (1950–1951 – 30 meczów, 16 goli), VfR Kaiserslautern (1951–1955 – 90 meczów, 70 goli) oraz Kehler FV, w którym w 1959 roku zakończył piłkarską karierę.
W 1951 roku ożenił się z Klarą Mehne – córką restauratora z Offenburga (druga żona; w 1939 roku ożenił się z Elżbietą Ławnik – z którą miał czworo dzieci: córki Sylvia, Sigrid i Ulle oraz syna Rainera, miał także pięcioro wnucząt o imionach: Steven, Timo, Dapher, Janis, Nicole).
Osiadł w Karlsruhe, gdzie pracował jako urzędnik, odmówił pracy w Niemieckim Związku Piłkarskim (DFB). Jednak wykonywanie zawodu na pełnym etacie nie stanowiło przeszkody w amatorskiej grze w piłkę nożną oraz w pracy trenerskiej w klubach niższych klas rozgrywkowych, gdyż był bardzo oddany swojej pasji (potrafił jednego dnia prowadzić treningi w dwóch klubach w różnych miejscowościach).
Po drugiej wojnie światowej nie wrócił na Górny Śląsk, choć w 1995 roku była nawet szansa, żeby po latach przyjechał tam na zaproszenie działaczy Ruchu Chorzów z okazji 75-lecia istnienia klubu, jednak ze względu na chorobę żony, a przede wszystkim niepochlebne opinie (na kilka dni przed przyjazdem, dziennikarz sportowy Bohdan Tomaszewski publicznie nazwał go zdrajcą i stwierdził, że nie powinien on przyjeżdżać do Polski) spowodowały rezygnację Wilimowskiego z przyjazdu do Polski.
Ernest Wilimowski zmarł dnia 30 sierpnia 1997 roku w Karlsruhe w wieku 81 lat (choć polska prasa podawała informacje o jego śmierci już w latach 50. XX wieku.). Na pogrzebie była obecna rodzina, znajomi, sąsiedzi, a także delegacja z wieńcem Niemieckiego Związku Piłki Nożnej; nie było delegacji PZPN.

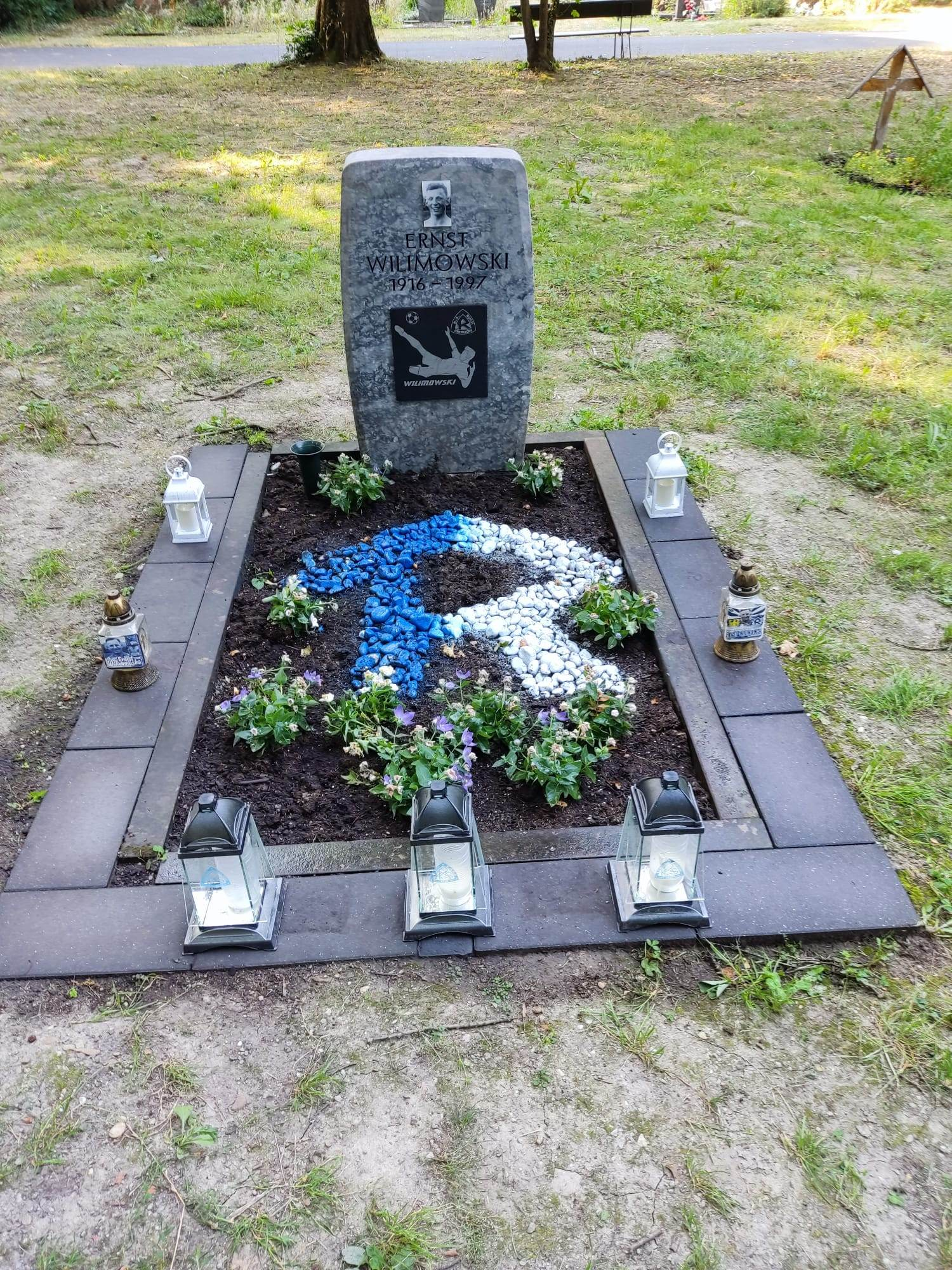
Grób Ernesta Wilimowskiego na cmentarzu Karlsruher Hauptfriedhof

## Kariera reprezentacyjna

### Reprezentacja Polski
W seniorskiej reprezentacji Polski miał zadebiutować 15 kwietnia 1934 na Stadionie Letná w Pradze, w rewanżowym spotkaniu eliminacyjnym do Mistrzostwa Świata 1934 przeciwko Czechosłowacji (zaledwie 7 dni po ligowym debiucie w barwach Ruchu). Do meczu jednak nie doszło z powodów politycznych (zobacz: Czechosłowacko-polski konflikt o Śląsk Cieszyński), bowiem 11 kwietnia 1934 kierowane przez Józefa Becka polskie Ministerstwo Spraw Zagranicznych wraz z ówczesnym rządem zakazały „biało-czerwonym” wyjazdu do Pragi, odmawiając wydania wiz drużynowych. W reprezentacji Wilimowski zadebiutował więc ponad miesiąc później – 21 maja 1934 w przegranym 2:4 meczu towarzyskim z Danią w Kopenhadze, mając 17 lat i 332 dni (najmłodszy wówczas reprezentant Polski w historii). Dwa dni później, 23 maja 1934 w Sztokholmie podczas towarzyskiego meczu ze Szwecją strzelił swoją pierwszą bramkę dla drużyny narodowej.
W 1936 za udział w libacji alkoholowej Wilimowski został wyrzucony z olimpijskiej reprezentacji Polski, która przygotowywała się do igrzysk w Berlinie (choć jak podaje Andrzej Gowarzewski, prawdziwym powodem było jego rzekome zawodowstwo).
W kadrze ponownie zagrał 4 października 1936 w Kopenhadze w przegranym 1:2 meczu towarzyskim z Danią, znów stanowiąc o sile drużyny. Grał również w meczach eliminacyjnych do mistrzostw świata 1938, w których rywalem Polski była Jugosławia. W dwumeczu lepsza okazała się Polska (4:0 w Warszawie – 1 bramka Wilimowskiego, 0:1 w Belgradzie), która tym samym zakwalifikowała się do mistrzostw świata 1938 we Francji
Rywalem w pierwszej rundzie tego turnieju była Brazylia. Mecz, który odbył się 5 czerwca 1938 w Strasburgu i zakończył się zwycięstwem Canarinhos 5:6 po dogrywce, był jednym z najlepszych w karierze Wilimowskiego, gdyż zdobył w nim cztery bramki (53., 59., 89. i 118. minuta). Bramkę strzelił także Fryderyk Scherfke (23. minuta) z rzutu karnego podyktowanego po faulu na Wilimowskim. Reprezentacja Polski odpadła z turnieju, ale Wilimowski był wymieniany jako jeden z najlepszych piłkarzy turnieju.
Drugi najlepszy mecz w karierze Wilimowski zagrał w Warszawie 27 sierpnia 1939, gdy reprezentacja Polski towarzysko podejmowała ówczesnych wicemistrzów świata – Węgrów. Już po 30. minutach gry było 2:0 dla Węgier, jednak Wilimowski zdołał strzelić hat-tricka (33., 64. i 76. minuta) oraz wywalczył dla swojej drużyny rzut karny, który wykorzystał Leonard Piątek (w 75. minucie). Mecz zakończył się zwycięstwem Polaków 4:2. Było to ostatnie spotkanie polskiej kadry przed wybuchem II wojny światowej, a dla Wilimowskiego ostatnie w reprezentacji Polski, w której łącznie w latach 1934–1939 rozegrał 22 mecze i strzelił 21 bramek.

### Reprezentacja Śląska
Ernest Wilimowski grał również w reprezentacji polskiego Śląska, w której w latach 1934–1939 rozegrał 6 meczów i strzelił 7 bramek. Najczęstszym rywalem kadry polskiego Śląska była reprezentacja Śląska Niemieckiego, których mecze nazywane były przez niemiecką prasę małymi meczami międzypaństwowymi (niem. „kleine Länderspiele”). Wilimowski debiut w reprezentacyjnej drużynie Śląska zaliczył 19 marca 1934 w Bytomiu w bezbramkowo zremisowanym meczu z odwiecznym rywalem ze Śląska Niemieckiego, a 24 marca 1935 w Zabrzu w zremisowanym 3:3 meczu z tym samym rywalem strzelił swoje trzy pierwsze bramki dla reprezentacji Śląska. Ostatni mecz w kadrze Śląska Ernest Wilimowski rozegrał 8 stycznia 1939 w Bytomiu, kiedy to zespół ten przegrał 3:5 z reprezentacją Śląska Niemieckiego.

### Reprezentacja Niemiec
Po wybuchu II wojny światowej Wilimowski grał w barwach reprezentacji III Rzeszy prowadzonej przez Seppa Herbergera, w której również imponował strzelecką skutecznością, gdyż w latach 1941–1942 w 8 meczach zdobył aż 13 bramek. Debiut w kadrze III Rzeszy zaliczył 1 czerwca 1941 w Bukareszcie w wygranym 4:1 meczu towarzyskim z Rumunią, w którym Wilimowski strzelił 2 bramki.
16 sierpnia 1942 doszło do najważniejszego piłkarskiego wydarzenia na Górnym Śląsku w czasie II wojny światowej. W Bytomiu na Stadionie im. marszałka Hindenburga, Niemcy z Wilimowskim w składzie rozgromili Rumunię 7:0, a Wilimowski strzelił jedną z bramek. Mecz na stadionie oglądało 55 000 widzów, a jak głosiła legenda, wśród nich byli Gerard Cieślik i Ernest Pohl. W rzeczywistości obaj po latach przyznali, że to wymysł dziennikarza; Cieślika nie było wtedy stać na bilet tramwajowy z Chorzowa do Bytomia, a Pohl Wilimowskiego nigdy nie widział na oczy (Ten redaktor chcioł, abym tam był, to żech był).
Ostatni mecz w drużynie III Rzeszy Wilimowski rozegrał 22 listopada 1942 w Bratysławie w towarzyskim wygranym 5:2 spotkaniu ze Słowacją.

## Statystyki

### Ruch Chorzów
| Sezon   | Rozgrywki | Mecze | Bramki |
| ------- | --------- | ----- | ------ |
| 1934    | Liga      | 21    | 34     |
| 1935    | Liga      | 7     | 8      |
| 1936    | Liga      | 15    | 18     |
| 1937    | Liga      | 16    | 9      |
| 1938    | Liga      | 14    | 21     |
| 1939    | Liga      | 13    | 27     |
| Łącznie | Łącznie   | 86    | 117    |

### Reprezentacyjne
| Reprezentacja | Rok     | Mecze | Bramki |
| ------------- | ------- | ----- | ------ |
| Polska        |         |       |        |
| 1934          | 5       | 3     |        |
| 1935          | 0       | 0     |        |
| 1936          | 1       | 0     |        |
| 1937          | 4       | 3     |        |
| 1938          | 8       | 10    |        |
| 1939          | 4       | 5     |        |
| Łącznie       | Łącznie | 22    | 21     |
| Polski Śląsk  |         |       |        |
| 1934          | 1       | 0     |        |
| 1935          | 1       | 3     |        |
| 1936          | 0       | 0     |        |
| 1937          | 2       | 3     |        |
| 1938          | 1       | 1     |        |
| 1939          | 1       | 0     |        |
| Łącznie       | Łącznie | 6     | 7      |
| III Rzesza    |         |       |        |
| 1941          | 4       | 6     |        |
| 1942          | 4       | 7     |        |
| Łącznie       | Łącznie | 8     | 13     |

| Mecze i gole w reprezentacji | Mecze i gole w reprezentacji | Mecze i gole w reprezentacji | Mecze i gole w reprezentacji | Mecze i gole w reprezentacji | Mecze i gole w reprezentacji | Mecze i gole w reprezentacji |
| Lp.                          | Data                         | Miasto                       | Przeciwnik                   | Gol                          | Wynik                        | Rozgrywki                    |
| Polska                       | Polska                       | Polska                       | Polska                       | Polska                       | Polska                       | Polska                       |
| ---------------------------- | ---------------------------- | ---------------------------- | ---------------------------- | ---------------------------- | ---------------------------- | ---------------------------- |
| 1.                           | 21.05.1934                   | Kopenhaga                    | Dania                        |                              | 2:4                          | Mecz towarzyski              |
| 2.                           | 23.05.1934                   | Sztokholm                    | Szwecja                      | Gol                          | 2:4                          | Mecz towarzyski              |
| 3.                           | 26.08.1934                   | Belgrad                      | Jugosławia                   | Gol                          | 1:4                          | Mecz towarzyski              |
| 4.                           | 09.09.1934                   | Warszawa                     | III Rzesza                   | Gol                          | 2:5                          | Mecz towarzyski              |
| 5.                           | 14.10.1934                   | Lwów                         | Rumunia                      |                              | 3:3                          | Mecz towarzyski              |
| 6.                           | 04.10.1936                   | Kopenhaga                    | Dania                        |                              | 1:2                          | Mecz towarzyski              |
| 7.                           | 23.06.1937                   | Warszawa                     | Szwecja                      | Gol                          | 3:1                          | Mecz towarzyski              |
| 8.                           | 04.07.1937                   | Łódź                         | Rumunia                      |                              | 2:4                          | Mecz towarzyski              |
| 9.                           | 12.09.1937                   | Warszawa                     | Dania                        | Gol                          | 3:1                          | Mecz towarzyski              |
| 10.                          | 10.10.1937                   | Warszawa                     | Jugosławia                   | Gol                          | 4:0                          | El. Mundialu 1938            |
| 11.                          | 13.03.1938                   | Zurych                       | Szwajcaria                   | Gol                          | 3:3                          | Mecz towarzyski              |
| 12.                          | 03.04.1938                   | Belgrad                      | Jugosławia                   |                              | 0:1                          | El. Mundialu 1938            |
| 13.                          | 22.05.1938                   | Warszawa                     | Irlandia                     | Gol                          | 6:0                          | Mecz towarzyski              |
| 14.                          | 05.06.1938                   | Strasburg                    | Brazylia                     | Gol · Gol · Gol · Gol        | 5:6                          | Mundial 1938                 |
| 15.                          | 18.09.1938                   | Chemnitz                     | III Rzesza                   |                              | 1:4                          | Mecz towarzyski              |
| 16.                          | 25.09.1938                   | Warszawa                     | Jugosławia                   | Gol · Gol                    | 4:4                          | Mecz towarzyski              |
| 17.                          | 23.10.1938                   | Warszawa                     | Norwegia                     | Gol                          | 2:2                          | Mecz towarzyski              |
| 18.                          | 13.11.1938                   | Dublin                       | Irlandia                     | Gol                          | 2:3                          | Mecz towarzyski              |
| 19.                          | 22.01.1939                   | Paryż                        | Francja                      |                              | 0:4                          | Mecz towarzyski              |
| 20.                          | 27.05.1939                   | Łódź                         | Belgia                       | Gol · Gol                    | 3:3                          | Mecz towarzyski              |
| 21.                          | 04.06.1939                   | Warszawa                     | Szwajcaria                   |                              | 1:1                          | Mecz towarzyski              |
| 22.                          | 27.08.1939                   | Warszawa                     | Węgry                        | Gol · Gol · Gol              | 4:2                          | Mecz towarzyski              |
| Polski Śląsk                 |                              |                              |                              |                              |                              |                              |
| 1.                           | 19.03.1934                   | Bytom                        | Śląsk Niemiecki              |                              | 0:0                          | Mecz towarzyski              |
| 2.                           | 24.03.1935                   | Hinderburg                   | Śląsk Niemiecki              | Gol · Gol · Gol              | 3:3                          | Mecz towarzyski              |
| 3.                           | 09.06.1937                   | Hajduki Wielkie              | Kraj Basków                  | Gol                          | 3:4                          | Mecz towarzyski              |
| 4.                           | 26.12.1937                   | Bytom                        | Śląsk Niemiecki              | Gol · Gol                    | 4:2                          | Mecz towarzyski              |
| 5.                           | 05.02.1938                   | Katowice                     | Śląsk Niemiecki              | Gol                          | 2:1                          | Mecz towarzyski              |
| 6.                           | 08.01.1939                   | Bytom                        | Śląsk Niemiecki              |                              | 3:5                          | Mecz towarzyski              |
| III Rzesza                   |                              |                              |                              |                              |                              |                              |
| 1.                           | 01.06.1941                   | Bukareszt                    | Rumunia                      | Gol · Gol                    | 4:1                          | Mecz towarzyski              |
| 2.                           | 15.06.1941                   | Wiedeń                       | Chorwacja                    | Gol                          | 5:1                          | Mecz towarzyski              |
| 3.                           | 05.10.1941                   | Helsinki                     | Finlandia                    | Gol · Gol · Gol              | 6:0                          | Mecz towarzyski              |
| 4.                           | 16.11.1941                   | Drezno                       | Dania                        |                              | 3:2                          | Mecz towarzyski              |
| 5.                           | 16.08.1942                   | Bytom                        | Rumunia                      | Gol                          | 7:0                          | Mecz towarzyski              |
| 6.                           | 18.10.1942                   | Berno                        | Szwajcaria                   | Gol · Gol · Gol · Gol        | 5:3                          | Mecz towarzyski              |
| 7.                           | 01.11.1942                   | Stuttgart                    | Chorwacja                    | Gol · Gol                    | 5:1                          | Mecz towarzyski              |
| 8.                           | 22.11.1942                   | Bratysława                   | Słowacja                     |                              | 5:2                          | Mecz towarzyski              |

## Sukcesy

### Ruch Hajduki Wielkie
- mistrzostwo Polski: 1934, 1935, 1936, 1938

### PSV Chemnitz
- Puchar Związku Rzeszy: 1941

### TSV 1860 Monachium
- Puchar Niemiec: 1942

### Indywidualne
- król strzelców ekstraklasy: 1934, 1936, 1938[31], 1939
- król strzelców Pucharu Niemiec: 1942
- król strzelców Saksonii: 1941
- król strzelców Bawarii: 1942
- król strzelców Oberligi Südwest: 1955[23]
- 4. miejsce w Plebiscycie Przeglądu Sportowego: 1934
- 7. miejsce w Plebiscycie Przeglądu Sportowego: 1937

### Odznaczenia
- Order Złotego Orła Polskiego Związku Piłki Nożnej[23]

## Inne dyscypliny
Ernest Wilimowski oprócz piłki nożnej grał również w hokeja na lodzie na pozycji bramkarza w barwach Pogoni Katowice, świetnie jeździł na nartach oraz grał w szachy.

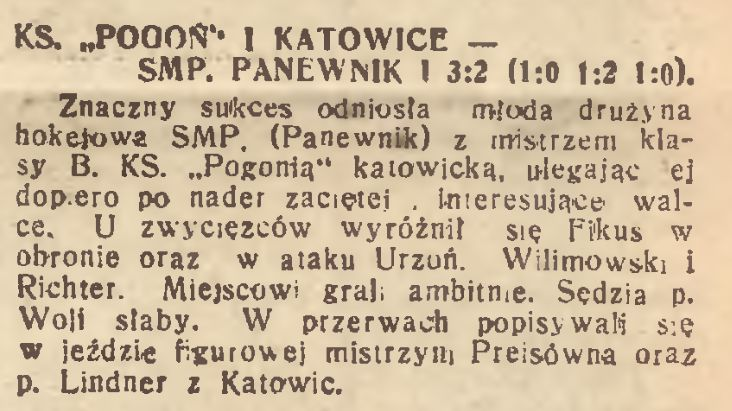
Informacja sportowa o meczu hokejowym pomiędzy K.S. Pogonią Katowice a SMP. Panewnik. Wyróżniającym graczem Pogoni w tym meczu był m.in. Ernest Wilimowski.

## Upamiętnienie
- Dnia 7 września 2007 roku działacze Ruchu Autonomii Śląska wystąpili z propozycją, by Stadion Ruchu Chorzów nazwać imieniem Ernesta Wilimowskiego. Do dzisiaj władze miasta Chorzowa nie podjęły decyzji w tej sprawie[33].
- Od 2010 roku klub 1. FC Katowice organizuje coroczny Turniej im. Ernesta Wilimowskiego dla drużyn juniorskich[34].

## Wilimowski w kulturze
- W 1996 ukazała się biografia Ernesta Wilimowskiego pt. Fußball – Sport ohne Grenzen. Die Lebensgeschichte des Fußball-Altnationalspielers Ernst Willimowski, której autorem był zięć Wilimowskiego (Karl-Heinz Haarke – mąż Sylvii)[29].
- Postać Wilimowskiego była ukazana w filmie pt. Do góry nogami z 1982 w reżyserii Stanisława Jędryki jako piłkarz „Wili” Wilamowski, którą kreował Jan Jurewicz[35][36].
- W 2012 padł pomysł nakręcenia filmu fabularnego o życiu Ernesta Wilimowskiego. Film miał nosić tytuł Ezi, a reżyserem miał być Jarosław Marszewski[8][37][38].
- W 2016 chorwacki pisarz Miljenko Jergović opublikował powieść „Wilimowski”, której akcja dzieje się wokół radiowej relacji z meczu z Brazylią, słuchanej przez bohaterów[39].
- W 2019 polski dokumentalista futbolu Mariusz Kowoll zaprezentował pełną listę meczów rozegranych przez Ernesta Wilimowskiego w czasie wojny.